# Roberto Solozábal
Roberto Solozábal (Madrid, España, 15 de septiembre de 1969) es un exfutbolista español. Jugó de central en el Club Atlético de Madrid y en el Real Betis Balompié entre 1987 y 1999.

## Trayectoria
Roberto Solozábal se crio como futbolista en el Atlético Madrileño y subió al primer equipo del club rojiblanco en 1989. Allí jugó 8 temporadas ganando una liga y 3 copas del rey, siendo capitán del equipo titular del doblete (1996). En 1997 fue traspasado al Real Betis Balompié, club al que perteneció hasta el año de su retiro en 1999 apartado del club al que llevó a los tribunales.
Solozábal jugó un total de 282 partidos en Primera división y marcó 3 goles.

## Selección nacional
Ha sido internacional con la Selección de fútbol de España en 12 ocasiones entre 1991 y 1993. Además fue capitán de la selección olímpica de 1992 con la que logró la medalla de oro.

### Participaciones en Juegos Olímpicos
| Mundial                  | Sede      | Resultado |
| ------------------------ | --------- | --------- |
| Juegos Olímpicos de 1992 | Barcelona | Oro       |

## Clubes
| Club                    | País   | Año       |
| ----------------------- | ------ | --------- |
| Club Atlético de Madrid | España | 1987-1997 |
| Real Betis Balompié     | España | 1997-1999 |

## Palmarés

### Campeonatos nacionales
| Título       | Club                    | País   | Año       |
| ------------ | ----------------------- | ------ | --------- |
| Copa del Rey | Club Atlético de Madrid | España | 1990-1991 |
| Copa del Rey | Club Atlético de Madrid | España | 1991-1992 |
| Copa del Rey | Club Atlético de Madrid | España | 1995-1996 |
| Liga         | Club Atlético de Madrid | España | 1995-1996 |

### Copas internacionales
| Título                                 | Club               | País   | Año  |
| -------------------------------------- | ------------------ | ------ | ---- |
| Medalla de Oro en las Juegos Olímpicos | Selección española | España | 1992 |

(*) Incluyendo la selección